# Marion-Dönhoff-Förderpreis
Der Marion-Dönhoff-Förderpreis der Robert Bosch Stiftung wurde von 1999 bis 2012 jährlich an Nachwuchsjournalisten aus dem Printbereich verliehen. Ebenso wie mit dem Journalistenpreis Bürgerschaftliches Engagement ehrte die Stiftung mit dem Förderpreis Autoren hervorragender Medienbeiträge zum Thema Bürgerschaftliches Engagement, um die Bedeutung dieses Engagements für die Zukunft der Gesellschaft hervorzuheben. Es wurden Journalisten ausgezeichnet, die mit ihrer Berichterstattung dazu beitrugen, die öffentliche Wahrnehmung und Wertschätzung von bürgerschaftlichen Initiativen für das Gemeinwohl zu erhöhen. Prämiert wurden Beiträge, die beispielhaft und gegebenenfalls auch kritisch darstellen und fragen, wie und warum Menschen für sich und andere Verantwortung übernehmen.
Alle Journalisten, die sich mit Zeitungs- oder Zeitschriftenbeiträgen für den Journalistenpreis Bürgerschaftliches Engagement bewarben, nahmen mit ihren Beiträgen automatisch auch am Wettbewerb um den Marion-Dönhoff-Förderpreis teil, wenn sie zum Zeitpunkt der Veröffentlichung ihres Beitrags nicht über 30 Jahre alt waren. Eine separate Bewerbung für den mit 5.000 Euro dotierten Förderpreis war nicht möglich.

## Preisträger
- 1999 – Daniela Steffgen: Beiträge zur Serie „Katholische Soziale Dienste in Wittlich“, Trierischer Volksfreund, Juli/August 1999.
- 2000 – MAZ-Jugendredaktion: Michael Hassenberg, Christian Heinig, Philipp Hochbaum, Konstantin Görlich, Nicole Schmidt, Sylvia Schmidt, betreut von Frank Pechhold: Doppelseite „Aktiv für Andere“, Märkische Allgemeine Zeitung, Lokalredaktion Königs Wusterhausen, 22. September 2000.
- 2001 – Nachrichtenagentur Sinnflut: Philipp Eichenhofer, Camille L’Hermitte, Cigdem Ipek, Anja Tangermann, betreut von Irmela Bittencourt: Jugendseite „Politisch kann man auch ohne Partei sein“, Berliner Morgenpost, 26. März 2001.
- 2002 – Elisabeth Otte: „Der Lohn besteht aus Lob und Dankbarkeit“, Lingener Tagespost, 27. Oktober 2001.
- 2003 – Constanze Kindel: „Der Tod eines Kindes ist kein Tabu“, Frankfurter Neue Presse/Höchster Kreisblatt, 6. November 2002.
- 2004 – Claudia Sebert: „Stricken und Sammeln fürs Allgemeinwohl“, Frankenpost, 7. November 2003.
- 2005 – Daniel Boese: „Das Radio, das die Mark erschüttert“, Frankfurter Allgemeine Sonntagszeitung, 8. Mai 2005.
- 2006 – Kinderhilfe Afghanistan[1]
- 2007 – Markus Wanzeck: „Profit macht nur der Kiez“, taz, 18. November 2006.
- 2008 – Kerstin Eigendorf: Serie „Bürger machen Politik“, Westfalenpost, 29. Januar bis 29. März.
- 2009 – Denise Bergfeld: „Marthes langer Weg zurück ins Leben“, Rhein-Zeitung, 23. Mai 2009.
- 2010 – Vanessa Seifert, Redakteurin beim Hamburger Abendblatt: "Musik gegen den Tod", erschienen am 23./24. Januar 2010 im Magazin des Hamburger Abendblatts.
- 2011 – Ronny Blaschke: "Der ewige Fremde, Berliner Zeitung, 6. September 2010, und Nora Gantenbrink: "Die Uni-Oma", ZEIT, 21. Juli 2011.
- 2012 – Linda Tutmann: "Der Querulant", DIE ZEIT, 2. August 2012.